# Paléozoologie
La paléozoologie est une discipline de la paléobiologie et de la paléontologie étudiant les fossiles d'animaux et leurs traces (paléoichnologie qui étudie par les terriers, les pistes, les empreintes, les phanères, les excréments fossilisés…).
Le suffixe « -zoïque » qui termine le nom des ères montre la prédominance de la paléozoologie sur la paléobotanique dont certains spécialistes ont proposé, sans grand succès, de remplacer paléozoïque (ère primaire) par paléophytique, et ainsi de suite.
Un spécialiste de cette discipline est un paléozoologiste.